# Ecomuseo del Vertice
L'ecomuseo del Vertice è un museo valdostano situato sulla pista delle condotte forzate della Gran Balconata del Cervino, nei pressi degli alpeggi de La Mande di Valtournenche.
L'ecomuseo è raggiungibile dal Bec del Pio Merlo, scendendo verso sud fino all'Alpe Promindot e proseguendo sulla strada sterrata.

## Descrizione
Il museo si trova nei pressi della diga del lago Goillet ed è in parte ospitato nel fabbricato della Compagnia Valdostana delle Acque.
I pannelli informativi illustrano lo sfruttamento delle acque del Marmore per produrre energia elettrica e quanto è rimasto delle opere di costruzione e di gestione del Vertice, del Tracciolino, della centrale idroelettrica di Les Perrères e del bacino artificiale realizzati tra gli anni Venti e gli anni Trenta del Novecento. 
A testimonianza di questa archeologia industriale, si possono vedere i macchinari che traevano il carrello dalla centrale di Les Perrères al Vertice attraverso un argano a fune, un aerostato di avviamento Agudio e la motrice Brown-Boveri ed i carrelli che percorrevano in piano il Tracciolino, fin sotto la diga.
In alto sul pendio della montagna si trova la costruzione dalla quale parte la galleria che porta alla diga.

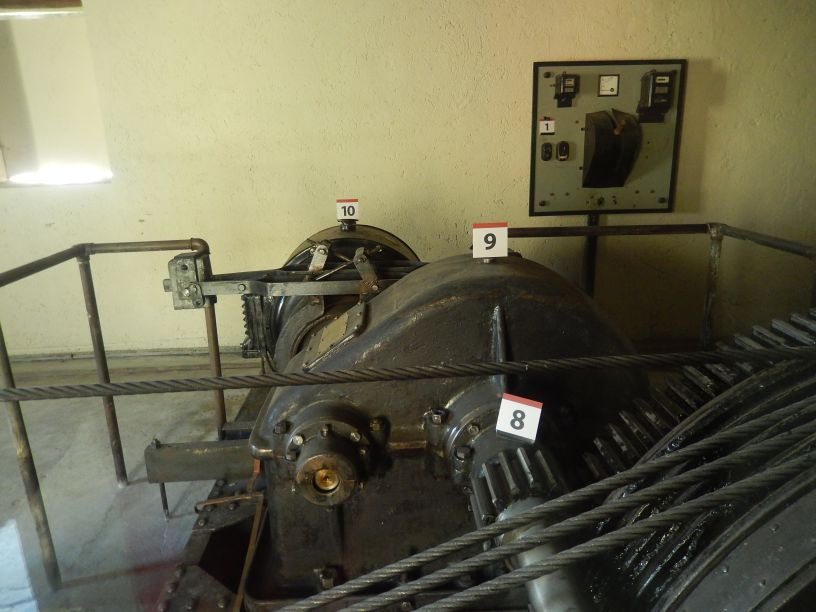
Interno del fabbricato della CVA.
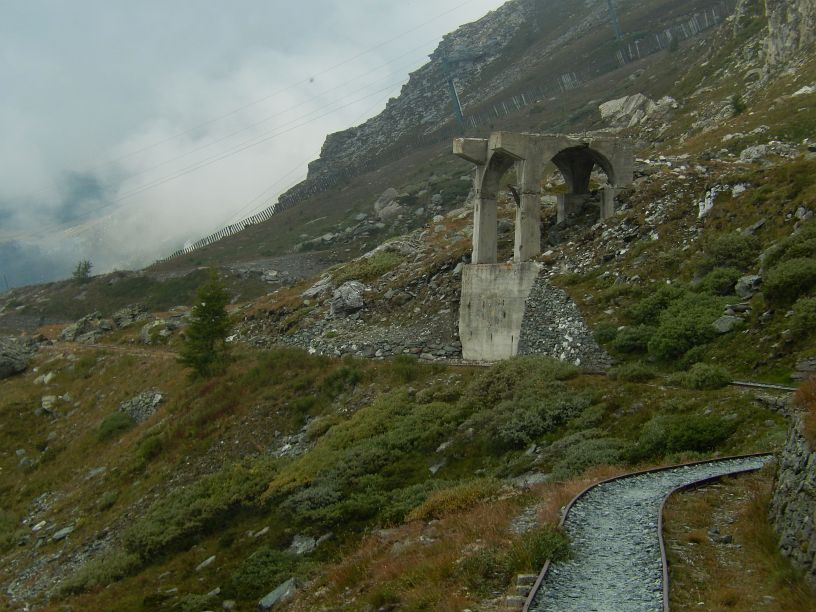
I resti del vecchio frantoio e il Tracciolino sotto il Bec del Pio Merlo.